# Pero barnesi
Pero barnesi là một loài bướm đêm trong họ Geometridae.